# Луис Фелипе ди Сейшас Корреа
Луис Фелипе ди Сейшас Корреа (порт. Luiz Felipe de Seixas Corrêa; род. 16 июля 1945, Рио-де-Жанейро, Бразилия) — бразильский юрист, государственный деятель, дипломат, временно исполняющий обязанности министра иностранных дел Бразилии при президенте Фернанду Энрики Кардозу (12 января — 29 января 2001).

## Биография
До 1967 года изучал право в Университете Кандиду-Мендиса в Рио-де-Жанейро.
Поступил на дипломатическую службу Бразилии в качестве третьего секретаря в 1967 году после окончания подготовительных курсов для дипломатической карьеры в Институте Риу-Бранко.
В 1967—1969 годах служил в Департаменте Америки МИД, в Департаменте международных организаций (1977—1978) и в Департаменте Азии, Африки и Океании (1978—1979).
В качестве второго секретаря работал в посольстве Бразилии в Бонне (1970/1971); в представительстве Бразилии при Организации Объединённых Наций в Нью-Йорке (1971—1974) и посольстве Бразилии в Буэнос-Айресе (1974—1976). В качестве советника работал в Вашингтоне (1979—1983) и в качестве советника-посланника в миссии Бразилии при ЮНЕСКО в Париже (1985—1987).
Профессор международных отношений и дипломатической истории в Институте Риу-Бранко по подготовке специалистов в области международных отношений и дипломатов в Бразилии (г. Бразилиа). Имеет степень бакалавра права Университета Кандиду-Мендиса в Рио-де-Жанейро.
Почётный советник Бразильского центра международных отношений (CEBRI). В 1989—1992 годах был Чрезвычайным и Полномочным Послом Бразилии в Мексике, Испании (1993—1997), Аргентине (1997—2002), Германии, Святом Престоле, Всемирной торговой организации (ВТО) и Организации Объединённых Наций в Женеве.
Возглавлял Орган Всемирной организации здравоохранения, который обсудил и утвердил Рамочную конвенцию по борьбе против табака, а также Инвестиционную группу ВТО.
В Министерстве иностранных дел Бразилии дважды занимал должность генерального секретаря (заместителя министра), а также был главным советником президента Бразилии по иностранным делам.

## Награды
- Большой крест ордена «За верную службу» (2000, Румыния)[1]